# Василево (Василевське сільське поселення)
Василево (Василевське СП) (рос. Василево) — присілок в Торопецькому районі Тверської області Російської Федерації.
Населення становить 17 осіб. Входить до складу муніципального утворення Василевське сільське поселення.

## Історія
Від 2005 року входить до складу муніципального утворення Василевське сільське поселення.

## Населення
| 2010 |
| ---- |
| 17   |